# Mario del Valle Moronta Rodríguez
Mario del Valle Moronta Rodríguez (Caracas, 10 de fevereiro de 1949 – San Cristóbal, 4 de agosto de 2025) foi um prelado venezuelano da Igreja Católica Romana que exerceu seu ministério episcopal na Diocese de San Cristóbal da Venezuela.

## Biografia
Mario del Valle Moronta Rodríguez é licenciado em filosofia pela Universidade Católica Andrés Bello, bacharel em Teologia Sagrada pela Pontifícia Universidade Javeriana, licenciado em ciências bíblicas pelo Pontifício Instituto Bíblico, Doutor em Teologia Sagrada pela Pontifícia Universidade Gregoriana.
Moronta foi ordenado ao sacerdócio em 19 de abril de 1975, por Monsenhor Juan José Bernal Ortiz. Logo após, foi nomeado vigário paroquial da Catedral de Los Teques e professor no Seminário Maior de Caracas. Um ano depois foi nomeado pároco de Nuestra Señora del Rosario, em Cúa, Miranda, e vigário episcopal de Los Valles del Tuy. Posteriormente, foi nomeado pároco de Nossa Senhora de Copacabana e vigário episcopal de Guarenas, responsabilidade pastoral que desempenhou até 1981, quando foi para Roma para concluir o doutorado.
Ao retornar, serviu como vigário da paróquia San José Obrero de los Teques, ao mesmo tempo, em que atuou como secretário chanceler da diocese, responsável pela pastoral juvenil e vocacional, além de ser membro do conselho presbiteral. Em 1987, foi enviado para trabalhar como subsecretário da Conferência Episcopal Venezuelana até ser chamado a ordem episcopal.
O Papa João Paulo II o nomeou bispo auxiliar de Caracas em 4 de abril de 1990 com a sé titular de Nova. Foi ordenado Bispo em 27 de maio do mesmo ano pelo Arcebispo de Caracas José Alí Cardeal Lebrún Moratinos. Participaram como concelebrantes: Dom Domingo Roa Pérez, arcebispo de Maracaibo, e Dom Miguel Antonio Salas Salas, CJM, arcebispo de Mérida.
Em 2 de dezembro de 1995, o Papa João Paulo II o nomeou bispo de Los Teques, e depois bispo da Diocese de San Cristóbal em 14 de abril de 1999.
Em 24 de setembro de 2009, foi nomeado pelo Papa Bento XVI como membro da Congregação para a Doutrina da Fé, cuja função é monitorar a doutrina católica no mundo. Enquanto bispo de San Cristóbal, também é Grão-Chanceler da Universidade Católica de Táchira (UCAT). Recebeu em setembro de 2019, do Instituto Paulo VI, na Itália, o Prêmio “Paulo VI Civilização do Amor”, em reconhecimento ao seu trabalho em favor dos pobres da Diocese de San Cristóbal. Em fevereiro de 2022, recebeu um doutorado honoris causa da Universidad Nacional Experimental del Táchira (UNET). É autor de mais de 25 livros.

Em janeiro de 2012, Mons. Mario del Valle Moronta foi eleito segundo vice-presidente da Conferência Episcopal Venezuelana (CEV), para o triênio 2012-2015. Foi eleito primeiro vice-presidente da CEV para o triênio 2018-2021. Em janeiro de 2022, foi reconduzido a essa posição, com mandato até 2025.